# Plata quemada
Plata quemada és una pel·lícula de coproducció del'Argentina, Espanya, França i l'Uruguai dirigida per Marcelo Piñeyro i basada en la novel·la homònima publicada per Ricardo Piglia en 1997. Es va estrenar l'11 de maig de 2000.

## Sinopsi
Los Mellizos és un duo de delinqüents organitzat compost per Franco El Nene Brignone (Leonardo Sbaraglia) i Marcos El Gaucho Dorda (Eduardo Noriega). A més de mantenir una relació de complicitat criminal, mantenen una estreta relació sentimental i amorosa. Les seves últimes accions no han estat molt positives pel que la pròxima vegada han de tenir les coses ben clares i fer-ho perfectament. Fontana els proposa robar 7 milions de pesos.

## Repartiment
- Leonardo Sbaraglia	 ...	El Nene
- Eduardo Noriega	 ...	Ángel / Narrador
- Pablo Echarri	 ...	El Cuervo
- Leticia Brédice	 ...	Giselle
- Ricardo Bartis	 ...	Fontana
- Dolores Fonzi	 ...	Vivi
- Carlos Roffé	 ...	Nando
- Daniel Valenzuela	 ...	Tabaré
- Héctor Alterio	 ...	Losardo
- Claudio Rissi	 ...	Relator
- Luis Ziembrowski	 ...	Florián Barrios
- Harry Havilio	 ...	Carlos Tulian
- Roberto Vallejos	 ...	Parisi
- Adriana Varela	 ...	Cantant al cabaret
- Noelia Campo	 ...	Noia al parador
- Víctor Hugo Carrizo	 ...	Sospitós #1 a comissaria
- Gabriel Correa	 ...	Policia #1 en el allanamiento

## Els fets
La pel·lícula es va basar en la novel·la de Piglia, basada al seu torn en fets reals: diversos delinqüents portenys -Roberto Dorda, Marcelo Brignone i Carlos Merelles- escapen a Montevideo, Uruguai, després de realitzar un quantiós robatori a Buenos Aires durant el qual van morir diverses persones.
Amb la finalitat de deixar passar el temps van llogar l'apartament 9 de l'edifici Edifici Liberaij del carrer Julio Herrera y Obes 1182, Montevideo, que va servir com a pis franc fins que es tranquil·litzés la situació.
En una nit de novembre de 1965 van ser voltats per la policia, que després de catorze hores, i milers de bales van aconseguir entrar a l'apartament, però a costa de diverses morts, de policies i dels pistolers.
Pel que fa a la crònica policial, a l'apartament 11 es van amagar alguns policies que es van enfrontar amb els pistolers. Dorda, segons l'autòpsia, va morir amb 16 ferides de bala i Brignone amb 19.

## Controvèrsies
La novel·la va originar la presentació d'una demanda, "Galeano, Blanca Rosa c/Piglia i altres/danys i perjudicis", efectuada per part d'una de les persones que van inspirar l'argument. La fallada conclou la inexistència de responsabilitat, per tractar-se d'un fet de domini públic.

## Premis
- Goya a la millor pel·lícula estrangera de parla hispana (2000)[5]
- L'Asociación de Cronistas Cinematográficos de la Argentina atorgà a Marcelo Piñeyro i Marcelo Figueras el Premi Cóndor de Plata per millor guió adoptat en concurrència amb David Lipszyc al costat de Ricardo Piglia pel film El astillero.